# Hughes H-4 Hercules
Hughes H-4 Hercules (Herkul) (»Spruce Goose«, angleško smrekova gos) je letalo, ki ga je skonstruiralo in izdelalo podjetje Hughes Aircraft ameriškega pilota, inženirja, industrialca, filmskega producenta in milijonarja Howarda Hughesa. Letalo je dobilo vzdevek »leteče skladišče za les«. 
Hughes sam je sovražil vzdevek »Spruce Goose«. Nastal je zaradi hlinjenja pri projektu, kjer naj bi Hughes pri izgradnji letala zlorabljal vladno investiranje. 
H-4 je največja leteča ladja in njegova razpetina kril (97,5 m) je največja od vseh letal, kar so jih kdaj naredili. Ostala tri letala, ki so po velikosti podobna temu letalu, so Antonov An-225 Mrija (88,40 m), Airbus A380-800 (79,8 m) in Boeing 747-400 (66,4 m). Po dolžini pa je H-4 krajši od vseh. Zgradili so le en sam primerek, ki je 2. novembra 1947 poletel le enkrat, saj je ameriški Kongres projekt ukinil.
Zaradi omejitev razpoložljivih kovin med 2. svetovno vojno je bil H-4 zgrajen skoraj v celoti iz brezovega lesa in ne iz lesa omorike, kakor nakazuje hudomušni vzdevek. Letalo je bilo v svojem času čudo. Kmalu so se leteče ladje umaknile sodobnejšim reaktivnim letalom.